# Höhenweg

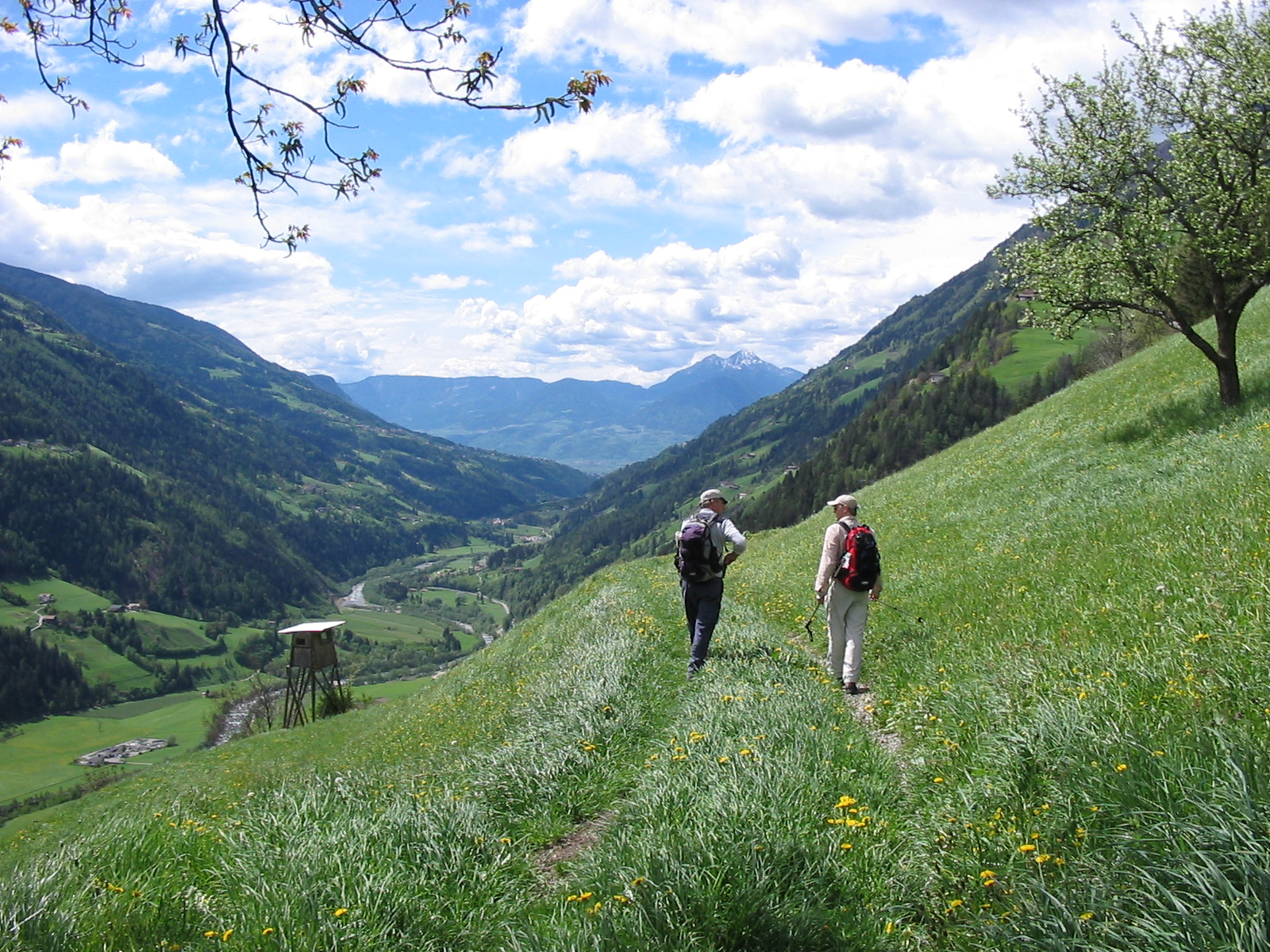
Meraner Höhenweg, links das Passeiertal

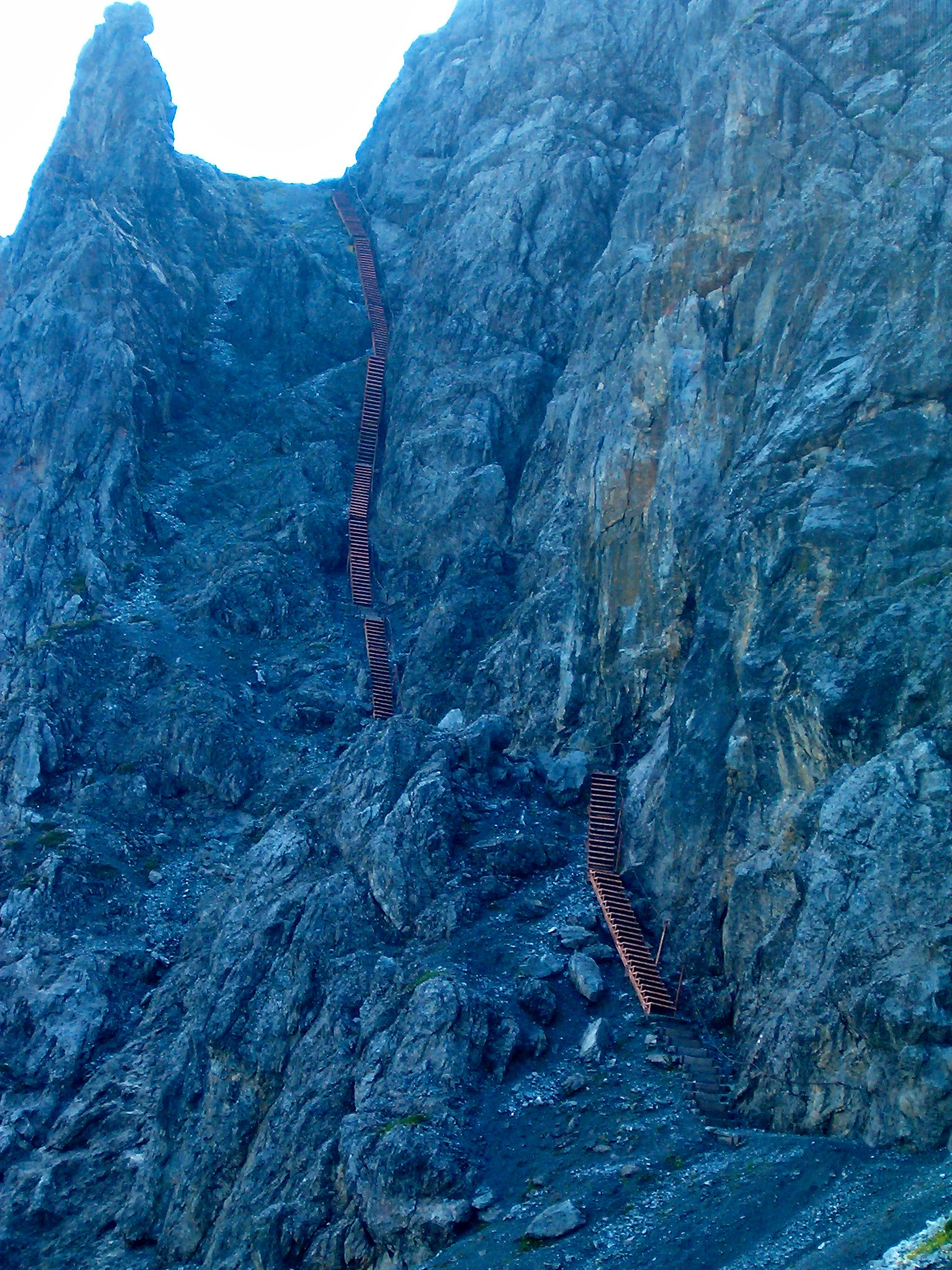
Schanfigger Höhenweg beim Tritt oberhalb Medergen, Aroser Dolomiten

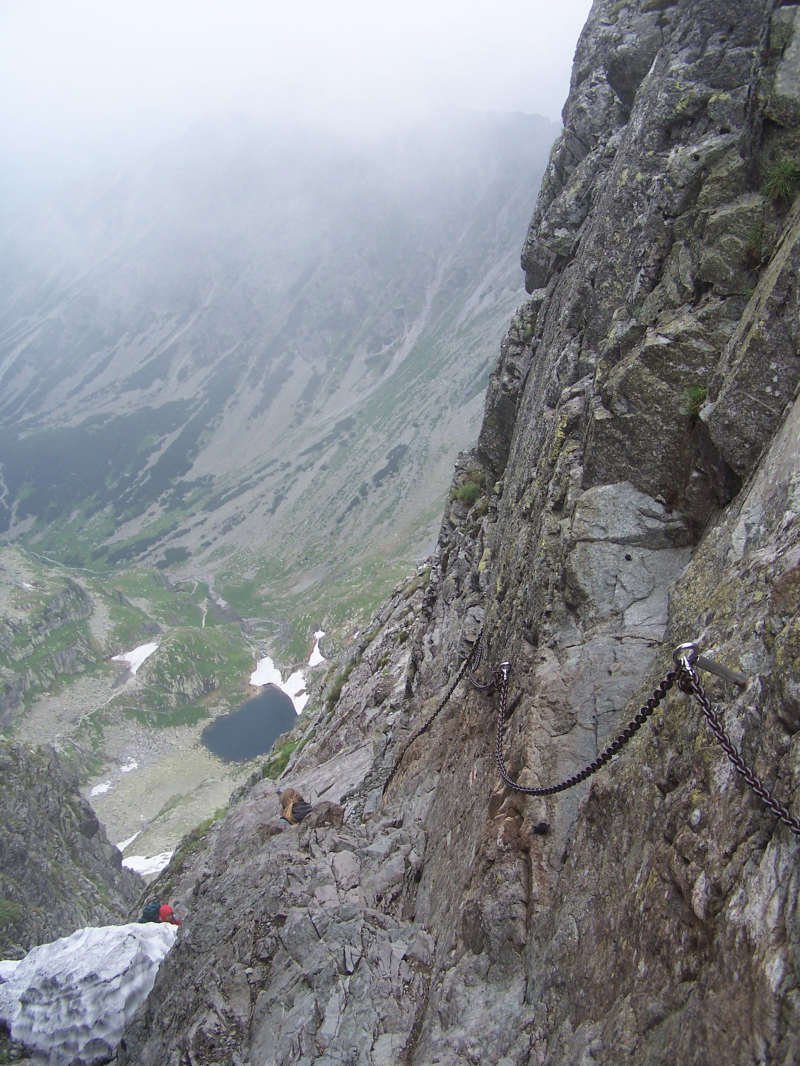
Orla Perć in der Hohen Tatra, Polen

Höhenwege sind Fahr- oder Wanderwege, die auf einem Gebirgskamm (Kammwege) oder parallel zu ihm und daher relativ eben verlaufen.
Vor dem Bau der Kunststraßen seit dem 18. Jahrhundert dienten Höhenwege (oft Hohe Straße o. ä. genannt) als Teil von Altstraßen dem regionalen und überregionalen Verkehr. Ihr Ursprung lässt sich oft bis in germanische beziehungsweise keltische Zeiten zurückverfolgen. Die Höhenwege hatten den Vorteil, dass sie trockener waren als Wege im Tal und keine Bäche und Flüsse überquert werden mussten. Diese Vorzüge wurden durch die Fortschritte im Straßen- und Wegebau immer unwichtiger, sodass die Höhenwege in den Mittelgebirgen schnell an Bedeutung verloren. 
Seit dem 19. Jahrhundert wurden in den Hochgebirgen Höhenwege oft von alpinen Vereinen angelegt und stellen meist die schnellste Verbindung zwischen Schutzhütten dar, da sie größere Höhenverluste weitgehend vermeiden.
Heutige Wanderwege in Talnähe gehen aber auch auf alte Trassen zurück: In vielen Tälern waren – wo keine Altstraßen oder Saumpfade als Fernverkehrsrouten verliefen – ebene Höhenwege an den Hängen angelegt, von denen steile Stichwege in Serpentinen jeweils zu den nächsten Siedlungen verliefen. So vermied man einerseits den Wegverlauf am Talgrund, der wegebaulich meist viel aufwändiger und wartungsintensiv war, und konnte andererseits Güter einen Gutteil des Wegs mit dem Fuhrwerk transportieren, nur die Stichwege mussten zu Fuß oder mit Packtier bewältigt werden.

## Bekannte Höhenwege
Beispiele für historische Höhenwege in Deutschland sind der Rennsteig im Thüringer Wald oder der Rheinhöhenweg zwischen Bonn und Wiesbaden. Diese Wege entstanden, um Hindernissen im Tal, wie etwa sumpfigen Passagen, zu entgehen. 
Weitere, vor allem touristische Höhenwege:
- Aletsch-Höhenweg
- Alpenkönigroute
- Alta Via Val di Susa
- Augsburger Höhenweg
- Berliner Höhenweg
- Ceprostrada
- Dolomiten-Höhenwege (Alte Vie delle Dolomiti)
- Via Engiadina
- Eppaner Höhenweg
- Eschnerberg-Höhenweg
- Europaweg
- Fricktaler Höhenweg
- Gailtaler Höhenweg
- Giro di Monviso
- Gommer Höhenweg
- Heilbronner Weg
- Höhenweg (Fichtelgebirge) in Nordbayern
- Höhenweg Moosalp–Jungen
- Inntaler Höhenweg
- Jubiläumsweg
- Jurahöhenweg
- Kalterer Höhenweg
- Kammweg
- Karnischer Höhenweg
- Lahnhöhenweg
- Lechquellenrunde
- Lechtaler Höhenweg
- Lenin-Weg
- Meraner Höhenweg
- Mainzer Höhenweg
- Nuaracher Höhenweg
- Orla Perć
- Pfunderer Höhenweg
- Planai-Höhenweg
- Prägratner Höhenweg
- Prättigauer Höhenweg
- Rheintaler Höhenweg
- Schanfigger Höhenweg
- Schwarzwald-Höhenwege:
  - Westweg
  - Mittelweg
  - Ostweg
- Sellrainer Höhenweg
- Stubaier Höhenweg
- Strada Alta
- Tranchée de Calonne
- Via Alta della Verzasca
- Venediger Höhenweg
- Vinschger Höhenweg
- Weisshornweg
- Welser Höhenweg
- Wiener Höhenweg